# Painblanc
Painblanc is een gemeente in het Franse departement Côte-d'Or (regio Bourgogne-Franche-Comté) en telt 142 inwoners (1999). De plaats maakt deel uit van het arrondissement Beaune.

## Geografie
De oppervlakte van Painblanc bedraagt 9,4 km², de bevolkingsdichtheid is 15,1 inwoners per km².
De onderstaande kaart toont de ligging van Painblanc met de belangrijkste infrastructuur en aangrenzende gemeenten.

## Demografie
Onderstaande figuur toont het verloop van het inwonertal (bron: INSEE-tellingen).